# Vang Huning
Vang Huning (kitajsko: 王沪宁), kitajski politik, 6. oktober 1955, Šanghaj
Je kitajski politični teoretik in eden najvišjih voditeljev Komunistične partije Kitajske (KPK), trenutno predsednik Kitajske Narodne politične posvetovalne konference. Od 90. let 20. stoletja je je vodilni ideolog vladajoče stranke in s tem države. Vang je član KPK Stalnega Odbora Politbiroja KPK, najvišjega izvršilnega organa države od leta 2017 in je od 2022 na četrti stopnici politične lestvice.
Pred tem je bil kot akademik aktiven kot profesor za mednarodno politiko in dekan Pravne fakultete na Univerzi Fudan. V tem času je pritegnil pozornost zaradi svojega prepričanja v "neokonzervatizem", po katerem je za stabilnost in politične reforme na Kitajskem potrebno močno vodstvo. Za vodstvo KPK je začel delati leta 1995 kot direktor raziskovalne skupine pri Raziskovalnem uradu za centralno politiko (Central policy reseach office). Leta 1998 je prevzel mesto namestnika direktorja, leta 2002 pa so ga povišali v Centralni komite partije in na mesto direktorja instituta, kjer je delal do leta 2020, kar je najdaljše obdobje v zgodovini urada. Pomagal je generalnemu sekretarju KPK Jiang Zeminu in verjetno je bil odločilen za razvoj Jiangove politične teorije Tri zastopstva. Kasneje je postal tesen zaupnik generalnega sekretarja KPK Hu Jintaoa in  verjetno bil ključen za razvoj teorije Znanstveni pogled na razvoj.Leta 2007 je postal sekretar Sekretariata KPK.
Vang Je postal član Politbiroja KPK leta 2012,  razvil verjetno tesne odnose z generalnim sekretarjem KPK Ši Džinpingom in postal eden njegovih tesnejših svetovalcev. Leta 2017 je bil povišan na peto mesto po pomembnosti v Stalnem odboru politbiroja, ko je prevzel sekretariat KPK. Predsedoval je tudi vodilnim komisijam za ideologijo in reforme in naj bi pod Sijem bil ključnega pomena pri razvoju poglavitnih konceptov, kot so Misli Ši Džinpinga, Modernizacija po kitajsko,  Kitajske sanje in Pobuda za transportne trakove in ceste. Leta 2022 je postal po pomembnosti 4. član PSC (na položaju prvega sekretarja ga je nasledil Kaj Či), marca 2023 pa predsednik Kitajske narodne konference za politične posvete, kjer je nasledil Vang Janga.
Vanga na splošno vidijo kot  "Sivo Eminenco". Vang je glavni ideolog komunistične stranke in glavni arhitekt uradnih političnih ideologij, in to pod tremi generalnimi sekretarji KPK vse od leta 1990 dalje. Izreden dosežek, izjemen v kitajski politiki, je pri tem njegov vpliv na politiko in odločitve vseh treh vrhovnih voditeljev.  Vangovo stališče je, da Kitajska potrebuje močno, centralizirano državo, da se lahko upre tujemu vplivu, kar ima pod Ši Džinpingom odločilen vpliv.

## Zgodnja leta
Rojen v Šanghaj, ima Vang korenine v okraju Je  Šantunske province. Vangovo ime "Huning" dobesedno pomeni " Šanghaj in Nangking". Oče Vanga Huninga je bil vpleten v  kampanjo proti Peng Dehuaiju pod Maom, med Kulturno Revolucijo je doživel preganja. Vu je mlad obiskoval šolo Yongqiang v Šanghaju, kjer so mu učitelji dajali knjige, ki so bile v tistem obdobju prepovedane. Srednjo šolo je končal leta 1972, nato pa je tri leta delal kot vajenec.. Delno se je izognil  gibanju "ven na deželo", ko je nekaj časa preživel na podeželju.

## Akademska kariera
Vanga so priporočili za  študij na  Normalni Univerzi vzhodne Kitajske, t.i. Šanghajski normalni univerzi, leta 1974 za študij francoščine. Leta 1977 je postal kader Šanghajskega založniškega urada in opravljal raziskovalno delo na Šanghajski Akademiji za družbene vedei. Leta 1978 je sodeloval na Gaokao, in je bil neposredno sprejet kot podiplomski študent na Oddelek za mednarodno politiko Univerze Fudan zaradi  odličnih uspehov. Izobraževali so ga Bangzuo, takratni direktor Oddelka za poučevanje in raziskave političnih znanosti na Univerzi Fudan, in čen Čiren, in pridobil  1981 diplomo Magistra prava. Aprila 1984 je vstopil v KPK.
Po diplomi je ostal na Univerzi Fudan kot asistent, izredni profesor in profesor od leta 1981 do 1989. V tem času je veliko objavljal v akademskih revijah, časopisih in revijah, ki jih je brala intelektualna elita. Pri 29 letih so ga imenovali za izrednega profesorja za predmet Mednarodna Politika pri 29 letih, ne da bi najprej moral  predavati, je postal najmlajši kitajski docent v tistem času. Od leta 1989 do 1994 je bil direktor Oddelka za mednarodno politiko na Univerzi Fudan, leta 1994-95 pa dekan Pravne fakultete.
Leta 1988 je bil gostujoči učenjak v Združene Države Amerike šest mesecev, prve tri mesece naUniverzi  Iowa,  tri tedne na Univerzi Kalifornije v Berkeleyu, ter obiskal številne druge univerze. Med svojim bivanjem v Združenih državah je obiskal več kot 30 mest in skoraj 20 univerz.
Od leta 1980 je bil znan mlad učenjak v akademskih krogih. Pisal je kolumne in eseje za številne publikacije, ki jih je odobrila stranka, in bil predstavljen na naslovnici revij o aktualnih zadevah, kot so Banjuetan (半月谈), ki je pritegnila pozornost najvišjih političnih voditeljev Šanghaja. Njegovi dosežki so ga pripeljali do sodelovanja pri pripravi teoretičnih dokumentov za KPK od 13. narodni kongres KPK. Leta 1993 je vodil na svoji univerzi študentsko debatno skupino, ki je sodelovala na Mednarodnem tekmovanju za debato na kitajskem jeziku v Singapur. Ekipa je osvojila prvo mesto ed letoma 1988 in 1993, kar je močno povečalo Vangov ugled.
Po 1995 je bil Vang prestavljen v Peking na delo za vodstvo stranke, na priporočilo vrhunskih Šanghajskih politikov Zeng Činghong in Vu Bangguo, ki sta oba ohranjala tesne odnose s takratnim generalnim sekretarjem stranke Jiang Zemin. Najprej je vodil skupino za politične raziskave na Centralni Urad Za Raziskave Politik (CPRO), aprila 1998 pa je bil povišan na namestnika direktorja CPRO, nato pa leta 2002 na mesto direktorja. Bil je eden glavnih možganov, na katere se je naslanjal Jiang Zemin,  od leta 1998 pa je kot posebni pomočnik spremljal Jianga na obiskih v tujini. Leta 2002 je postal članCentralnega komiteja KPK. Novembra 2007 je bil sprejet v Sekretariat Komunistične partije Kitajske. Začel je spremljati generalnega sekretarja Hu Jintao na potovanjih v tujini in je bil za Huja eden od treh najvplivnejših svetovalcev, skupaj z Ling Jihua in Čen Šiju.
Izvoljen je bil v Politbiro kitajske komunistične stranke novembra 2012 je postal prvi direktor CPRO, kar pomeni mesto v elitnem vladajočem svetu. Po vzponu Ši Džinping na generalni sekretar Komunistične partije Kitajske novembra 2012 je Vang vzpostavil tesne odnose s si, ponovno se je pojavil kot eden od osrednjih članov spremstva si na mednarodnih potovanjih in je bil eden od najbližjih svetovalcev si. Bil je izbran za 5. člana Stalni Odbor Politbiroja, Najvišji kitajski organ za sprejemanje odločitev, je 25.Oktobra 2017 postal eden redkih članov organa brez predhodnih ministrskih ali pokrajinskih izkušenj. Postal je prvi sekretar sekretariata KPK. Vang je pogosto spremljal Sija na njegovih potovanjih, kar kaže na vpletenost v Kitajsko diplomacijo.
Januarja 2020 je bil imenovan za namestnika vodje osrednje vodilne skupine za odziv na pandemijo COVID-19, S premierjem Li Kekiang kot vodja. Spremljal je tudi sija na obisk Vuhan marca. Leta 2020 mu je kot direktor CPRO sledil Jiang Džinkan. Imel je ključno vlogo pri pripravi "tretja zgodovinska resolucija"novembra 2021, kar je dodatno utrdilo moč si. Reuters 3. marca 2023 je poročal, da se je Vang konec oktobra sestal z vrhunskimi zdravstvenimi strokovnjaki, visokimi uradniki in ljudmi iz propagandnega aparata in jih vprašal, koliko smrti je opustitev nič-COVID nadzor bi v najslabšem primeru povzročil in zahteval, da oblikujejo načrte za politiko ponovno odpiranje politik v različnih korakih.
Po prvem plenarnem zasedanju 20. Centralnega komiteja KPK, Je bil ponovno imenovan kot 4. član v stalni odbor Politbiroja kitajske komunistične stranke , na položaju prvega sekretarja sekretariata pa ga je nasledil Kaj Či. 17. Januarja 2023 je bil izvoljen za člana Nacionalnega komiteja CPPCC. Čeprav je pred kongresom  KPK South China Morning Post  prvotno nnamigoval, da bo postal predsednik Stalnega komiteja Narodnega ljudskega kongresa, je namesto tega marca 2023 postal predsednik Kitajske Narodne politične posvetovalne konference (CPPCC) .
Nikkei Asia je januarja 2023 je poročal, da bo Vang postal namestnik vodje Osrednje vodilne skupine za tajvanske zadeve, tako da je dobil mesto med vrhovnim kadrom,  odgovornim za oblikovanje politike v zvezi z Tajvanom. Prav tako je tisk poročal, da bo imel nalogo, da postavi temelje za združitev s Tajvanom, na osnovi teorije, ki nadomešča politiko "ena država, dva sistema" in katere namen je meriti napredke pri doseganju ciljev združitve Kitajske in vplivati na odločitve, ali je vojaška operacija potrebna. 10. Februarja se je srečal z Andrewem Hsia, podpredsednikom Kuomintang. Med obiskom je Vang dejal, da je "Neodvisnost Tajvana nezdružljiva z mirom in v nasprotju z blaginjo tajvanskih sonarodnjakov".

## Politična stališča
Vang naj bi bil v ozadju politične misli, ki so jo objavili pod imeni treh Voditeljev KPK: Tri zastopstva Jiang Zemina,  Znanstveni pogled na razvoj Hu Jintaoa, in Misli Ši Džinpinga. Verjetno ima ključno vlogo pri pripravi konceptov kot so Kitajske sanje, Posodobitev po kitajsko, in Pobuda za pas in cesto, koncepti, ki jih je promoviral Si.
V času svojega mandata kot profesor v 1980-ih je Vang sprva pritegnil pozornost zaradi zagovarjanja neokonzervativizma, stališča, da je centralizirana vlada nujna za nemoteno gospodarsko rast in za stabilnost, kasneje lahko počasi izvaja politične reforme od znotraj. V članku, objavljenem leta 1986, je zapisal, da je "zelo pomembno upoštevati ustavo", da se ne bi prišlo ponovno do kulturne revolucije. Njegovi politični pogledi so se spremenili po obisku ZDA, začel je zagovarjati centralizirano enopartijsko državo,kulturno enotno in samozavestno, da bi se lahko upre vplivu liberalnih idej.

### Kultura
V eseju iz leta 1988 z naslovom "Struktura spreminjajoče se politične kulture na Kitajskem" je dejal, da mora KPK ponovno razmisliti, kako je "programska oprema" države, to je kultura, vrednote in stališča, oblikovala njeno "strojno opremo", to je ekonomijo, sisteme in institucije. Za nekatetre vire je pri tem šlo " drzen prelom z  materializmom  pravovernega marksizma." Kitajska je bila pod velikim preoblikovanjem, vendar je novi model pod socializem s kitajskimi značilnostmi Kitajska ni imela temeljnih vrednot, ki bi"lahko služile le za razpustitev družbene in politične kohezije". Vang je tudi dejal, da uvedba marksizma na Kitajskem ni bila povsem pozitivna in da čeprav je KPK kritizirala zgodovinske vrednote Kitajske od leta 1949, ni dovolj pozornosti namenila ustvarjanju in oblikovanju lastnih temeljnih vrednot. Priporočil je, naj Kitajska združi svoje zgodovinske in sodobne vrednote (vključno z tujimi Marksističnimi vrednotami).

### Združene Države Amerike
Leta 1991 je po obisku v ZDA napisal knjigo Amerika Proti Ameriki. Knjiga je govorila o naraščajočih izzivih, ki jih je opazil v ZDA, kot so neenakost, gospodarski konflikti, propadanje družbenih vrednot in komodifikacija. Pohvalil je tudi prednosti ZDA, kot je njena sodobnost in je, kot je zapisal Ekonomist, "videl slabosti v ameriškem sistemu, vendar jih ni pretiraval". Leta 2021 je knjiga po  naskoku na Kapitol ZDA postala spet zanimiva, tako da so se stari izvodi v bukvarnah podražili na 16.600 juanov (2500$)..

## Zasebno življenje
Nekdanji kolegi so ga opisali kot nespečnega deloholika, kot introvertirano in diskretno osebo.  Po vstopu v politiko leta 1990 je prekinil večino stikov s svojimi akademskimi kolegi. Na univerzi je študiral francoski jezik, tako da tekoče govori francoščino. Je tudi zagnan bralec romanov Vuksija. V svojih spominih Politično Življenje je Vang zapisal, da je njegov življenjski cilj, dalje pisati knjige in poučevati študente.

### Družina
Vangova prva poroka z Čou Či, strokovnjakom za mednarodne odnose na Kitajska akademija družbenih znanosti, se je, ko je leta 1996 odšel v Čongnanhai, končala z ločitvijo. Otrok nista imela. Kasneje se je poročil z medicinsko sestro, imata enega otroka.

### Slika v javnosti
Po tesnem sodelovanju s tremi zaporednimi vrhovnimi voditelji je pokazal redko in izjemno sposobnost ohraniti vpliv pod voditelji, ki pripadajo različnim frakcijam komunistične stranke. z Hankjoreh  ga imenuje " Kitajski Kissinger", kitajski uporabniki interneta zanj uporabljajo naziv guóshī (kitajsko: 国师), ki so ga v zgodovini cesarske Kitajske, zlasti v dinastiji Juan, podeljevali najvišjim verskim voditeljem, .

## Dela
Je avtor več knjig, med drugim knjig 
- Logika politike-načela marksistične politične znanosti,
- Amerika proti Ameriki, Splošni uvod v novo politiko,
- Analiza sodobne zahodne politike,
- Analiza primerjalne politike
- Debata v levjem mestu.